# 三田地成幸
三田地 成幸（みたち せいこう）は、日本の工学者。東京工科大学教授。工学博士。

## 人物・経歴
1977年に京都大学大学院工学研究科合成化学専攻修士課程を修了し、日本電信電話公社で勤務する。
同社では、光ファイバー、光エレクトロニクスデバイスなどの研究開発を行う。
また、日本電信電話公社所属時代に、レンヌ大学無機化学研究所招聘教授となる。
さらに、JIS光コネクタ標準化委員会委員長、NTTフォトニクス研究所先端光エレクトロニクス研究部長なども務めた。
2001年に東京工科大学工学部教授となり、2003年に同大学バイオニクス学部教授、同大学大学院工学研究科教授となった。
2010年現在、同大学コンピュータサイエンス学部教授。
専門分野は、光エレクトロニクス、バイオエレクトロニクスなど。

## 略歴
- 1977年 京都大学大学院工学研究科合成化学専攻修士課程修了。日本電信電話公社勤務
- レンヌ大学無機化学研究所招聘教授
- 2001年 東京工科大学工学部教授
- 2003年 東京工科大学バイオニクス学部教授、東京工科大学大学院工学研究科教授

## 受賞歴
- NTT社長表彰[1]
- 2005年 発明協会神奈川県支部長賞[1]